# Haus des Jakob Cord

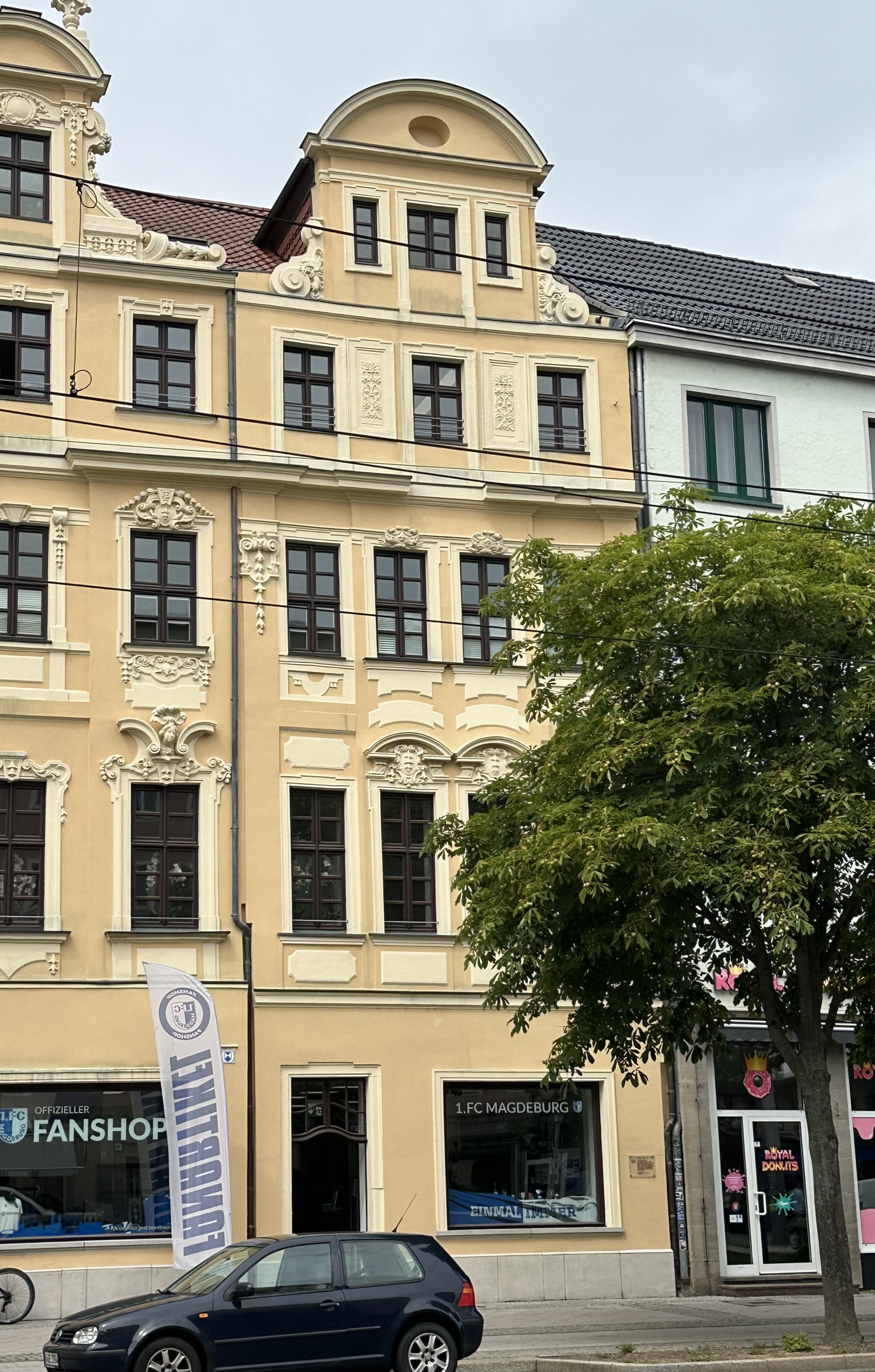
Breiter Weg 178 im Jahr 2025

Das Haus des Jakob Cord, häufig nur als Breiter Weg 178 bezeichnet, ist ein denkmalgeschütztes Wohnhaus in Magdeburg in Sachsen-Anhalt. Es ist, gemeinsam mit dem benachbarten Haus Zum Ochsenkopf (Breiter Weg 179), der letzte erhaltene Rest der einst den Breiten Weg prägenden barocken Bebauung und damit eines der wenigen Relikte der Bebauung aus vorindustrieller Zeit.

## Lage
Das Gebäude befindet sich auf der Westseite des Breiten Wegs an der Adresse Breiter Weg 178. Südlich grenzt das gleichfalls denkmalgeschützte Haus Zum Ochsenkopf (Breiter Weg 179) an. Historisch befand sich unmittelbar nördlich das Haus Zu den drei goldenen Schlüsseln (Breiter Weg 177).

## Geschichte

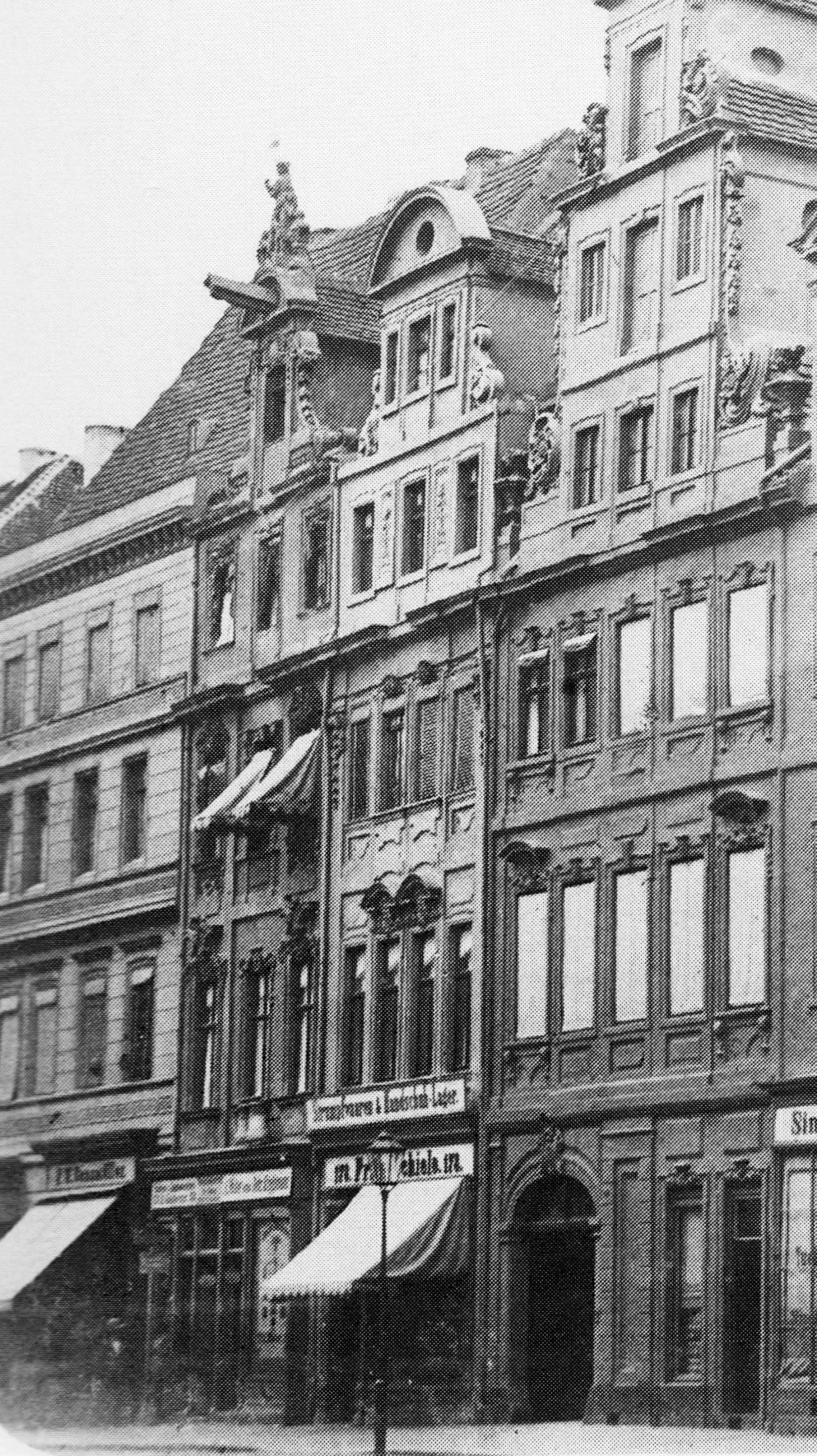
Breiter Weg 178 (Mitte), 19. Jahrhundert

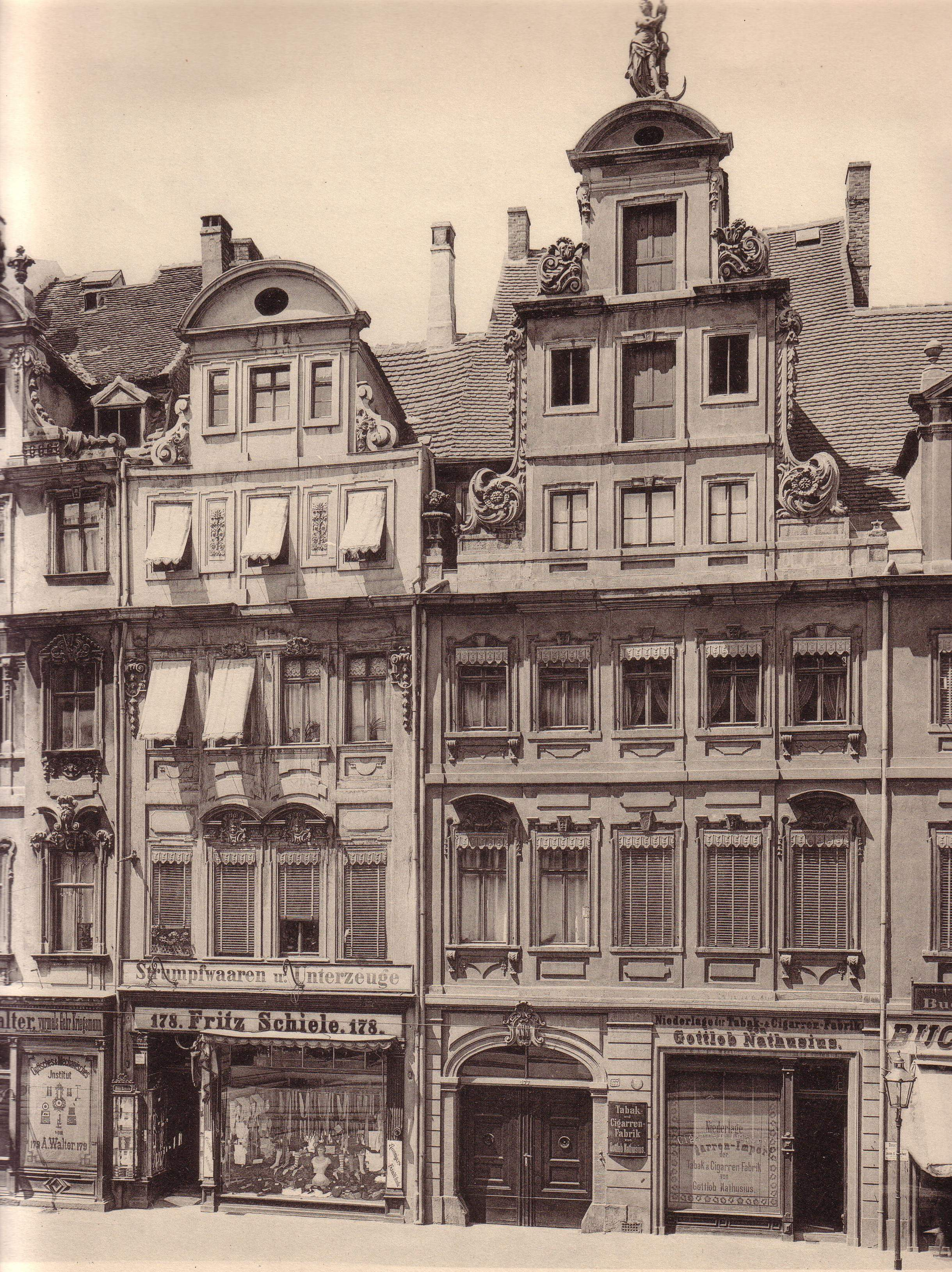
Breiter Weg 178 (links), um 1900

1631 gehörte das als Backhaus geführte Gebäude vermutlich Andreas Schlüter, 1645 und 1653 dem Bäcker Andreas Albrecht, der das Grundstück nach der Zerstörung von 1631 im Jahr 1645 wieder neu bebaut hatte. Zum Grundstück gehörte das auf der Rückseite anstoßende Brauhaus Himmelreichstraße 1. 1679 war dann sein Sohn, Lorenz Albrecht, Eigentümer, dem es bis zu seinem Tod im Jahr 1681 gehörte. Nach seinem Tod gelangte das Haus wieder an die Erben nach seinem Vater, von denen es 1687 der Bäcker Andreas Albrecht junior für 900 Taler erwarb. Seiner Witwe gehörte es noch bis 1722.
In der Zeit um 1728 bis 1730 wurde dann durch Jakob Cord das heutige Gebäude als Neubau errichtet, nachdem ein Brand die Häuser in diesem Bereich zerstört hatte. Andere Angaben nennen Doktor Knauth als Bauherren. Der Gewölbekeller des Vorgängerbaus blieb dabei erhalten. Er geht bis auf die Zeit vor 1631 zurück. Später gehörte das Haus dem Domherren von dem Busche. 1803 wurde ein Diedrich als Eigentümer geführt, 1817 die Bäckerin Christiane Diedrich, 1842 der Bäckermeister Dietrich und auch 1845 ein Diedrich. 1870 gehörte es dem Bäckermeister Saust, 1872 dann Tischlermeister Werner. 1898 wurde Kaufmann Friedrich Schiele als Eigentümer geführt, 1906 und auch 1914 die Rentnerin E. Schiele. Im Jahr 1925 waren der Kaufmann W. Schiele aus Erfurt und die Witwe M. Schulze Eigentümer, 1938 und 1940 der Kaufmann P. Helmecke.

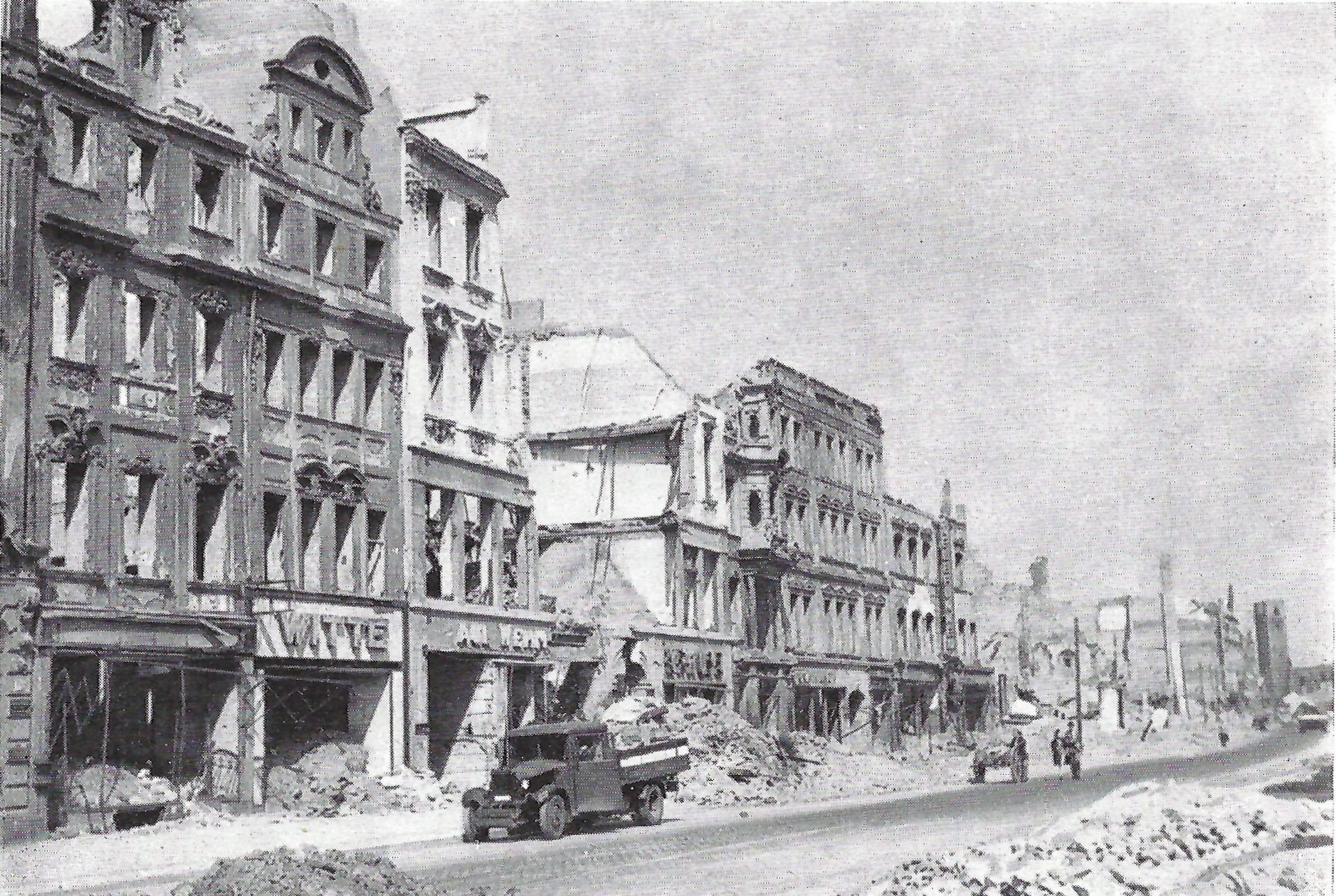
Das beschädigte Haus Breiter Weg 178 (zweites Haus von links)

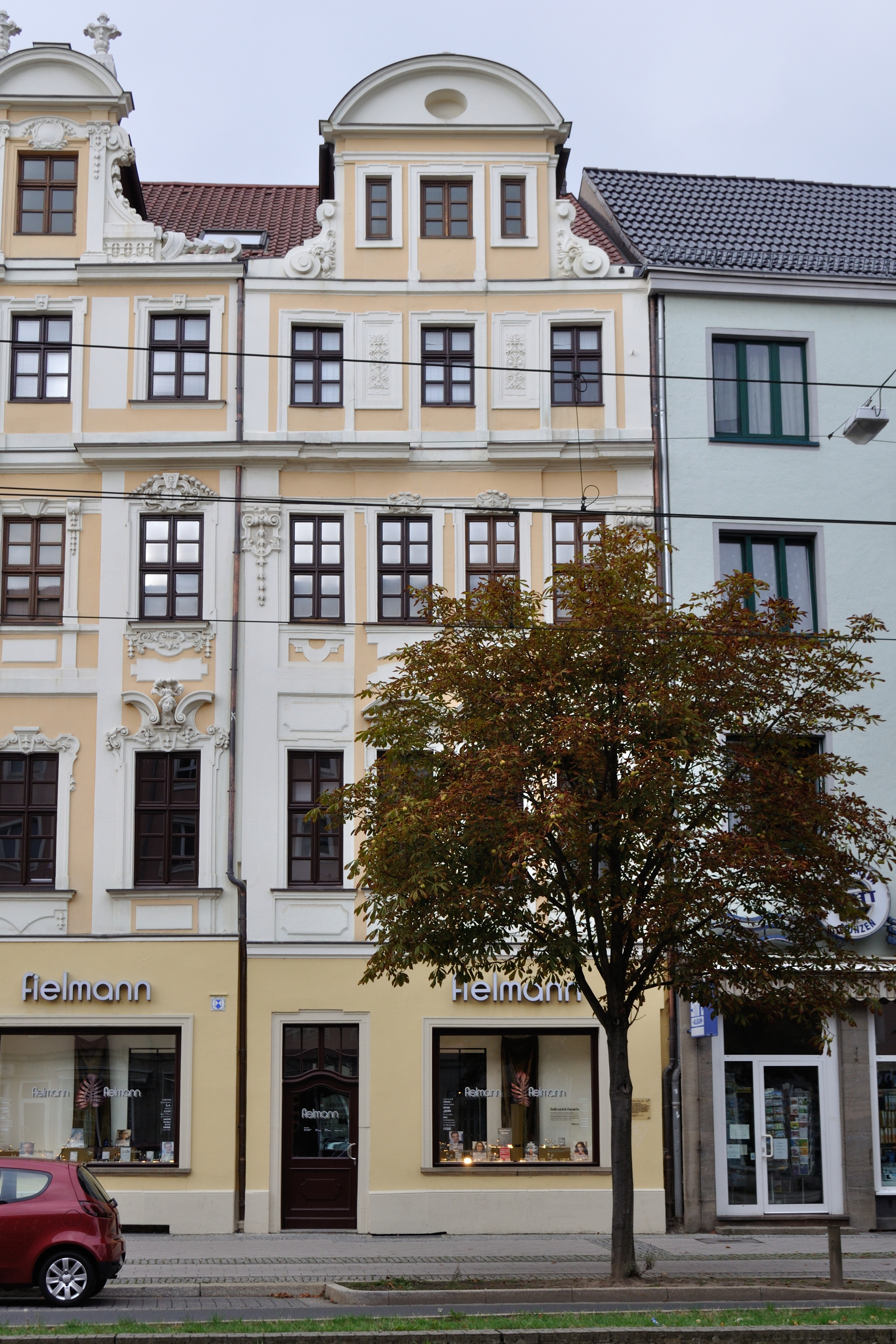
2013

Während des Zweiten Weltkriegs brannte das Gebäude im Jahr 1945 aus. 1948/1949 wurde das Haus wieder aufgebaut, wobei die originale Fassadengestaltung beibehalten wurde. Eigentümer war dann 1950 der Fleischermeister Schweinehage. In dieser Zeit wohnte auch der Magdeburger Heimatforscher Werner Priegnitz an der Adresse Breiter Weg 178/179.
Im Ladengeschäft im Erdgeschoss befand sich Anfang des 21. Jahrhunderts eine Filiale des Optikers Fielmann, aktuell (Stand 2025) ist dort ein Fanshop des 1. FC Magdeburg ansässig.

## Architektur
Der schmale verputzte dreigeschossige Bau ist im Stil des Spätbarocks gestaltet. Er ist lediglich etwa 6,50 Meter bzw. vier, im Giebel drei Achsen breit und wird von einem zweigeschossigen Zwerchhaus bekrönt. Zum Teil wird es auch als viergeschossig mit eingeschossigem Zwerchhaus bezeichnet, da das untere Geschoss des Zwerchhauses die volle Breite des Gebäudes einnimmt. Das Zwerchhaus wird von einem als Segmentbogen gestalteten Volutengiebel abgeschlossen. Im Giebel befand sich ursprünglich die Luke, an der sich die Winde für den Aufzug von Lasten befand. Um den Lastenaufzug zu ermöglichen, wurde das Gesims an dieser Stelle unterbrochen. Die beiden mittleren Achsen des Hauses treten als flacher Mittelrisalit hervor. Gemeinsam mit den seitlich angeordneten Kolossalpilastern wird so die vertikale Komponente des Hauses betont.
Die Fassade ist eher zurückhaltend verziert. Die Gewände der hochrechteckigen Fensteröffnungen sind mit Ohrungen versehen. Als Fensterverdachungen wurden in den beiden mittleren Achsen im ersten Obergeschoss Sprenggiebel und im zweiten Obergeschoss Kartuschen eingesetzt. Bemerkenswert ist die Gesimslinie oberhalb des zweiten Obergeschosses, die sich in dieser Form gleichmäßig auch an den benachbarten Häusern befand bzw. am Nachbarhaus Zum Ochsenkopf auch noch befindet. Oberhalb der Linie befinden sich unterschiedlich gestaltete Giebel.
Der Gewölbekeller des Hauses stammt noch aus der Zeit vor 1631.
Im Denkmalverzeichnis des Landes Sachsen-Anhalt ist das Wohnhaus unter der Erfassungsnummer 094 06331 als Baudenkmal verzeichnet.
Das Haus gilt als wichtiges Zeugnis der barocken Wohnkultur des Bürgertums in Magdeburg und ist ein Beispiel eines eher bescheideneren bürgerlichen Wohnhauses am Breiten Weg als Hauptverkehrsstraße Magdeburgs.